# Надежда Благополучия (фрегат, 1764)
«Надежда Благополучия» — парусный 34-пушечный фрегат Балтийского флота Российской империи, первый военный корабль российской постройки, посетивший Средиземное море и участник Первой Архипелагской экспедиции русско-турецкой войны 1768—1774 годов.

## Описание фрегата
Парусный 34-пушечный фрегат, построенный специально для плаваний в Средиземном море. Длина судна составляла 41,46 метров, ширина — 11,15 метра, а осадка — 4,9 метра. Вооружение судна состояло из 34-х орудий.

## История постройки
В 1763 году от тульского купца Ивана Владимирова на высочайшее имя было подано прошение «о дозволении ведения коммерческой деятельности в Средиземном море», следствием этого стал высочайший указ от 9 сентября того же года:

Вследствие предписанного нами плана о учреждении торгу из Санкт-Петербурга в Средиземное море повелеваем коллегии рачительно стараться, дабы оныя изготовила… фрегат до 250 ластов и о 30 пушках со всем к нему принадлежащим экипажем и с добрыми надёжными и искусными офицерами…
Строительство велось за счёт казны. Существовавшие конструкции военных кораблей не позволяли принять на борт необходимого количества товаров, в связи с чем было подготовлено предписание «находящимся здесь и в Кронштате корабельным мастерам, каждому, объявленному фрегату сделать по одному чертежу и к рассмотрению коллегии предложить немедленно…». Наиболее удачным был признан проект корабельного мастера Афанасьева, которому и было поручено строительство фрегата.

## История службы
Фрегат «Надежда Благополучия» был заложен в Санкт-Петербургском адмиралтействе 23 октября 1763 года и после спуска на воду 4 июня 1764 года вошёл в состав Балтийского Флота. Строительство вёл корабельный мастер И. И. Афанасьев.
Фрегат «Надежда Благополучия» стал первым кораблём российской постройки, посетившим Средиземное море. Командовал фрегатом в этом походе капитан 1-го ранга Фёдор Плещеев. В августе 1764 года фрегат вышел из Кронштадта в Средиземное море. Несмотря на то, что был укомплектован военной командой и имел полное вооружение, шёл под купеческим флагом. Экипажу было предписано делать гидрографические планы портов и проливов Средиземного моря:

Где будут при портах или случится приставать к каким берегам и островам жилым или пустым, сколько возможно стараться ему описывать обстоятельно и сочинять планы, но оное описание делать с осторожностию, чтоб на себя какого подозрения никому не подать; на крепко ж наблюдать при входах в порты положения мест и портов, флюкса и рефлюкса, и возвышение воды где насколько фут бывает, а промеры глубины при какой воде примечать
В ноябре того же года прибыл в Ливорно. 12 сентября 1765 года «Надежда Благополучия» вернулась в Кронштадт.
В результате похода была получена довольно ценная информация о влиянии средиземноморских вод на корпуса кораблей российской постройки. После обследования фрегата во время его полугодовой стоянки в Ливорно было принято важное решение: корпуса кораблей, направляемых в Средиземное море, необходимо дополнительно обшивать дубовыми досками с прокладкой из овечьей шерсти во избежание повреждения червями.
Принимал участие в русско-турецкой войне 1768—1774 годов. 26 июля 1769 года в составе Первой Архипелагской эскадры адмирала Г. А. Спиридова вышел из Кронштадта в Средиземное море и к 8 декабря прибыл в Порт-Магон. 6 февраля 1770 года пришёл в Ливорно.
24 ноября 1770 года фрегат прибыл в Аузу, где спустя три года был признан негодным к плаванию по причине прогнившего корпуса и разломан.